# 角田啓輔
角田 啓輔（つのだ けいすけ、1933年1月19日 - 2024年9月1日）は、日本の卓球選手。荻村伊智朗、田中利明らと共に日本卓球界に黄金時代を築き、「史上最速の強打者」と言われた選手。

## 経歴
宮城県志田郡古川町（現在の大崎市）出身。古川町立古川中学校（現：大崎市立古川中学校）時代に卓球を始め、宮城県古川高等学校卒業と同時に大学入学の費用を稼ぐため、東京・日暮里の卓球ラケットメーカー・アームストロング (卓球)に就職。3年間の社会人生活を送る。アームストロングが建設した東京卓球会館の2階の6畳一間に住み込みで働き、仕事終了後は東京卓球会館で腕を磨いた。当時、東京卓球会館には荻村伊知郎、富田芳雄、大川とみなど、錚々たる顔ぶれが練習にきており現在では「伝説の卓球場」と呼ばれている。
1952年、世界選手権六回優勝(バーグマン4回、リーチ2回)の記録保持者、英国のリチャード・バーグマンとジョニー・リーチ選手が来日し日本各地で30数回の国際試合（日英対抗戦）をしバーグマンに日本人でただ一人勝利した。
原田力蔵アームストロング(株)会社社長が発明したスポンジラバーを佐藤博治と共に貼ってプレーした最初の選手でもある。
社会人を経て中央大学へ進学。大学在学中に卓球日本代表に選出され、第23回世界卓球選手権（日本・東京）及び第24回世界卓球選手権（スウェーデン・ストックホルム）の2大会では、荻村伊智朗、田中利明らと共に日本団体2連覇し「卓球日本」の名を高めた。この功績が讃えられ1956年度と1957年の2年連続で朝日スポーツ賞を受賞した。
全日本卓球選手権大会男子シングルスでは田中利明と1954年～1956年の3年連続決勝で対戦して三度敗れ、準優勝という記録を残している。
1958年に中央大学を卒業し、日立製作所へ入社してプレーを続けた後に指導者に転身、長谷川信彦、深津尚子、森沢幸子など三人の世界チャンピオンを育てあげ、日本卓球協会強化委員などを務める。
また1972年には日本卓球OB団長として中華人民共和国を訪問、周恩来国務院総理と会見するなど日中間のスポーツ交流にも尽くした。
現在は世界選手権出場、日本代表選手で構成される「名球会」会長、中央大学白門卓球会（OB会）名誉会長、第一警備保障顧問などを務めた。
「卓球王国 伝説のプレイヤーたち第7回」で特集された。
2024年9月1日に死去。91歳没。

## 主な戦績
- 世界卓球選手権団体優勝2回（1956年、1957年）
- 世界卓球選手権ダブルス3位2回（1956年、1957年）
- 世界卓球選手権混合ダブルス3位（1957年）
- 全エジプト卓球選手権シングルス優勝（1957年）
- 全英卓球選手権混合ダブルス優勝（1957年）
- 世界青年卓球スポーツ大会シングルス3位（1954年）
- アジア卓球選手権団体準優勝（1952年）
- アジア卓球選手権ダブルス3位（1952年）
- アジア競技大会卓球競技団体準優勝（1958年）
- アジア競技大会卓球競技シングルス準優勝（1958年）
- アジア競技大会卓球競技混合ダブルス3位（1958年）
- 全日本卓球選手権ダブルス優勝（1952年）
- 全日本卓球選手権シングルス準優勝3回 (1954年、1955年、1956年)

## 表彰
- 朝日スポーツ賞（1956年、1957年）